# Equipo de Copa Hopman de China Taipéi
China Taipéi es una nación que ha competido en el torneo de la Copa Hopman en dos ocasiones. La primera aparición de la nación se produjo en 2008 cuando se clasificaron para el evento al ganar la segunda Copa Asiática Hopman en 2007. Repitieron esta hazaña el año siguiente al ganar nuevamente la Copa Asiática Hopman 2008 y continuar compitiendo. en las etapas de todos contra todos del torneo principal en Australia. También compitieron en la Copa Asiática Hopman en 2006 y 2009, perdiendo en la final en ambos años y, por lo tanto, perdiendo un lugar en el evento principal en ambas ocasiones.

## Jugadores
Esta es una lista de jugadores que han jugado para China Taipéi en la Copa Hopman.
| Nombre       | Total (V-D) | Individuales (V-D) | Dobles (V-D) | Debut | No. de años jugados |
| ------------ | ----------- | ------------------ | ------------ | ----- | ------------------- |
| Su-Wei Hsieh | 3-8         | 1-5                | 2-3          | 2008  | 2                   |
| Lu Yen-hsun  | 3-7         | 1-4                | 2-3          | 2008  | 2                   |

## Resultados
| Año    | Competencia | Localización       | Adversario | Puntaje | Resultado |
| ------ | ----------- | ------------------ | ---------- | ------- | --------- |
| 2008   | Round Robin | Crown Perth, Perth | Serbia     | 0-3     | Derrota   |
| 2008   | Round Robin | Crown Perth, Perth | Argentina  | 3-0     | Victoria  |
| 2008   | Round Robin | Crown Perth, Perth | Francia    | 0-3     | Derrota   |
| 2009 1 | Round Robin | Crown Perth, Perth | Francia    | 0-3     | Derrota   |
| 2009 1 | Round Robin | Crown Perth, Perth | Rusia      | 1-2     | Derrota   |
| 2009 1 | Round Robin | Crown Perth, Perth | Italia     | 0-3     | Derrota   |

1 En la eliminatoria final de 2009 contra Italia, Lu no pudo jugar su partido de individuales o los dobles mixtos. Esto le hizo perder dos puntos a Italia, lo que contribuyó a su derrota por 3-0 sobre China Taipéi.